# Thomas Osborne (4. książę Leeds)
Thomas Osborne, 4. książę Leeds (ur. 6 listopada 1713, zm. 23 marca 1789) – brytyjski arystokrata, polityk i sędzia. Od urodzenia do 1729 nazywany hrabią Danby, a od 1729 do 1731 markizem Carmarthen.
Był najstarszym synem Peregrine’a Osborne’a, 3. księcia Leeds i jego pierwszej żony Elizabeth Harley, najmłodszej córki Roberta Harleya, hrabiego Oxford i Mortimer. Ożenił się z lady Mary Godolphin, córką Francisa Godolphina, 2. hrabiego Godolphin i 2. księżej Marlborough. Para miała syna Francisa, przyszłego 5. księcia Leeds.